# Hemiptera
Hemiptera (/hɛˈmɪptərə/, hemípteros, do grego hemi = metade; pteron = asa) é a maior e mais diversa ordem de paraneoptera (superodem dos insetos), que inclui aproximadamente 119 mil espécies em todo mundo, dentre estas estão: as cigarras, percevejos, pulgões e cochonilhas. São insetos hemimetábolos, ou seja, que apresentam ninfas muito semelhantes aos insetos adultos e que não passam por metamorfose completa. Variam de 0,5 mm a 15 cm de comprimento, a coloração é geralmente uniforme. Caracterizam-se pelo aparelho bucal em forma de um rostro, constituído pelo lábio articulado onde se alojam as demais peças bucais sugadoras.
A diversidade de nichos que ocupam é muito grande, podem ocupar ambientes terrestres, aquáticos ou semiaquáticos, os hemipteras ainda apresentam uma variedade de hábitos alimentares sendo: fitófagos (alimentam-se de plantas), usando suas peças bucais em forma de agulha pra perfurar, sugar e extrair a seiva dos vegetais, ou alguns são parasitas de outros animais e utilizam o mesmo sistema de peças bucais para sugarem sangue por exemplo, enquanto outros ainda são predadores e se alimentam de outros insetos, pequenos invertebrados, ou até pequenos peixes, como é no caso das baratas d'água. É um grupo que pode apresentar bastante complexidade no seu ciclo de vida, tomando os pulgões por exemplo, é possível encontrar etapas partenogênicas, que promovem uma grande multiplicação dos indivíduos. Esse fator somado às altas capacidades locomotoras, permite que a dispersão desses insetos seja bastante eficiente, o que levanta especial preocupação para agricultura, devido a diversas famílias de hemipteras que são parasitas de plantas de interesse econômico.
| Subordens       | Nº de espécies | Exemplos                         |
| --------------- | -------------- | -------------------------------- |
| Auchenorrhyncha | 35.000         | cigarra, jequitiranaboia         |
| Coleorrhyncha   | cerca de 30    | moss bug (Peloridiidae)          |
| Heteroptera     | 38.000         | barbeiro, maria-fedida           |
| Sternorrhyncha  | 16.000         | pulgão, mosca branca, cochonilha |

## Taxonomia e filogenia
A ordem Hemiptera está inserida na superordem Paraneoptera, que inclui também as ordens Psocoptera, Phthiraptera e Thysanoptera, sendo esta última considerada grupo-irmão dos hemípteros. Com esta circunscrição taxonómica, a ordem Hemiptera é composta por quatro subordens:
- Auchenorrhyncha
- Coleorrhyncha
- Heteroptera
- Sternorrhyncha

Anteriormente, as classificações clássicas do agrupamento taxonómico Hemiptera apresentavam Homoptera (Sternorrhyncha + Auchenorrhyncha) como uma ordem separada devido às diferenças na estrutura da asa e na posição do rostro. Esta estruturação do grupo, porém, foi rejeitada, porque Homoptera não era monofilético, já que Sternorrhyncha é grupo-irmão de todos os outros hemípteros.
A classificação é ainda controversa, existem autores que propõem que Auchenorrhynca não é monofilético e, portanto, deve ser dividido em duas novas subordens (Fulgoromorpha e Cicadomorpha), atribuindo cinco subordens a Hemiptera. Outras classificações reúnem Heteroptera e Coleorrhyncha em um grupo denominado Prosorrhyncha, que é monofilético. Desta forma, a classificação apresentada no cladograma abaixo não deve ser tomada como definitiva:
|  | \| \| Psocoptera (piolhos-dos-livros e similares) \| \| \| \| \| \| Phthiraptera (piolhos e similares) \| \| \| \| |
|  | |
|  | Psocoptera (piolhos-dos-livros e similares)                                                                        |
|  | |
|  | Phthiraptera (piolhos e similares)                                                                                 |
|  | |

|  | Psocoptera (piolhos-dos-livros e similares) |
|  |                                             |
|  | Phthiraptera (piolhos e similares)          |
|  |                                             |

|  | Fulgoromorpha (jequiranaboias e fulgoras) |
|  |                                           |
|  | Cicadomorpha (cigarras e similares)       |
|  |                                           |

|  | Coleorrhyncha (pulgões dos musgos)               |
|  |                                                  |
|  | Heteroptera (marias-fedidas, frades e similares) |
|  |                                                  |

|  | Fulgoromorpha (jequiranaboias e fulgoras) |
|  |                                           |
|  | Cicadomorpha (cigarras e similares)       |
|  |                                           |

|  | Coleorrhyncha (pulgões dos musgos)               |
|  |                                                  |
|  | Heteroptera (marias-fedidas, frades e similares) |
|  |                                                  |

|  | Sternorrhyncha (pulgões das plantas) |
|  |                                      |

|  | Fulgoromorpha (jequiranaboias e fulgoras) |
|  |                                           |
|  | Cicadomorpha (cigarras e similares)       |
|  |                                           |

|  | Coleorrhyncha (pulgões dos musgos)               |
|  |                                                  |
|  | Heteroptera (marias-fedidas, frades e similares) |
|  |                                                  |

|  | Fulgoromorpha (jequiranaboias e fulgoras) |
|  |                                           |
|  | Cicadomorpha (cigarras e similares)       |
|  |                                           |

|  | Coleorrhyncha (pulgões dos musgos)               |
|  |                                                  |
|  | Heteroptera (marias-fedidas, frades e similares) |
|  |                                                  |

|  | Sternorrhyncha (pulgões das plantas) |
|  |                                      |

|  | Fulgoromorpha (jequiranaboias e fulgoras) |
|  |                                           |
|  | Cicadomorpha (cigarras e similares)       |
|  |                                           |

|  | Coleorrhyncha (pulgões dos musgos)               |
|  |                                                  |
|  | Heteroptera (marias-fedidas, frades e similares) |
|  |                                                  |

|  | Fulgoromorpha (jequiranaboias e fulgoras) |
|  |                                           |
|  | Cicadomorpha (cigarras e similares)       |
|  |                                           |

|  | Coleorrhyncha (pulgões dos musgos)               |
|  |                                                  |
|  | Heteroptera (marias-fedidas, frades e similares) |
|  |                                                  |

|  | Sternorrhyncha (pulgões das plantas) |
|  |                                      |

|  | Fulgoromorpha (jequiranaboias e fulgoras) |
|  |                                           |
|  | Cicadomorpha (cigarras e similares)       |
|  |                                           |

|  | Coleorrhyncha (pulgões dos musgos)               |
|  |                                                  |
|  | Heteroptera (marias-fedidas, frades e similares) |
|  |                                                  |

|  | Fulgoromorpha (jequiranaboias e fulgoras) |
|  |                                           |
|  | Cicadomorpha (cigarras e similares)       |
|  |                                           |

|  | Coleorrhyncha (pulgões dos musgos)               |
|  |                                                  |
|  | Heteroptera (marias-fedidas, frades e similares) |
|  |                                                  |

|  | Sternorrhyncha (pulgões das plantas) |
|  |                                      |

|  | \| \| Psocoptera (piolhos-dos-livros e similares) \| \| \| \| \| \| Phthiraptera (piolhos e similares) \| \| \| \| |
|  | |
|  | Psocoptera (piolhos-dos-livros e similares)                                                                        |
|  | |
|  | Phthiraptera (piolhos e similares)                                                                                 |
|  | |

|  | Psocoptera (piolhos-dos-livros e similares) |
|  |                                             |
|  | Phthiraptera (piolhos e similares)          |
|  |                                             |

|  | Fulgoromorpha (jequiranaboias e fulgoras) |
|  |                                           |
|  | Cicadomorpha (cigarras e similares)       |
|  |                                           |

|  | Coleorrhyncha (pulgões dos musgos)               |
|  |                                                  |
|  | Heteroptera (marias-fedidas, frades e similares) |
|  |                                                  |

|  | Fulgoromorpha (jequiranaboias e fulgoras) |
|  |                                           |
|  | Cicadomorpha (cigarras e similares)       |
|  |                                           |

|  | Coleorrhyncha (pulgões dos musgos)               |
|  |                                                  |
|  | Heteroptera (marias-fedidas, frades e similares) |
|  |                                                  |

|  | Sternorrhyncha (pulgões das plantas) |
|  |                                      |

|  | Fulgoromorpha (jequiranaboias e fulgoras) |
|  |                                           |
|  | Cicadomorpha (cigarras e similares)       |
|  |                                           |

|  | Coleorrhyncha (pulgões dos musgos)               |
|  |                                                  |
|  | Heteroptera (marias-fedidas, frades e similares) |
|  |                                                  |

|  | Fulgoromorpha (jequiranaboias e fulgoras) |
|  |                                           |
|  | Cicadomorpha (cigarras e similares)       |
|  |                                           |

|  | Coleorrhyncha (pulgões dos musgos)               |
|  |                                                  |
|  | Heteroptera (marias-fedidas, frades e similares) |
|  |                                                  |

|  | Sternorrhyncha (pulgões das plantas) |
|  |                                      |

|  | Fulgoromorpha (jequiranaboias e fulgoras) |
|  |                                           |
|  | Cicadomorpha (cigarras e similares)       |
|  |                                           |

|  | Coleorrhyncha (pulgões dos musgos)               |
|  |                                                  |
|  | Heteroptera (marias-fedidas, frades e similares) |
|  |                                                  |

|  | Fulgoromorpha (jequiranaboias e fulgoras) |
|  |                                           |
|  | Cicadomorpha (cigarras e similares)       |
|  |                                           |

|  | Coleorrhyncha (pulgões dos musgos)               |
|  |                                                  |
|  | Heteroptera (marias-fedidas, frades e similares) |
|  |                                                  |

|  | Sternorrhyncha (pulgões das plantas) |
|  |                                      |

|  | Fulgoromorpha (jequiranaboias e fulgoras) |
|  |                                           |
|  | Cicadomorpha (cigarras e similares)       |
|  |                                           |

|  | Coleorrhyncha (pulgões dos musgos)               |
|  |                                                  |
|  | Heteroptera (marias-fedidas, frades e similares) |
|  |                                                  |

|  | Fulgoromorpha (jequiranaboias e fulgoras) |
|  |                                           |
|  | Cicadomorpha (cigarras e similares)       |
|  |                                           |

|  | Coleorrhyncha (pulgões dos musgos)               |
|  |                                                  |
|  | Heteroptera (marias-fedidas, frades e similares) |
|  |                                                  |

|  | Sternorrhyncha (pulgões das plantas) |
|  |                                      |

Segundo a sistemática cladística, tanto baseada em dados morfológicos como em dados moleculares, os heterópteros formam um clado, sendo portanto monofiléticos, enquanto que os hemípteros não heterópteros (antigos homópteros) são claramente parafiléticos, como pode comprovar-se no seguinte cladograma:
|               | Archaeorrhyncha                                                                    |
|               |                                                                                    |
| Prosorrhyncha | \| \| Peloridiomorpha (ou Coleorrhyncha) \| \| \| \| \| \| Heteroptera \| \| \| \| |
|               | \| \| Peloridiomorpha (ou Coleorrhyncha) \| \| \| \| \| \| Heteroptera \| \| \| \| |
|               | Peloridiomorpha (ou Coleorrhyncha)                                                 |
|               |                                                                                    |
|               | Heteroptera                                                                        |
|               |                                                                                    |

|  | Peloridiomorpha (ou Coleorrhyncha) |
|  |                                    |
|  | Heteroptera                        |
|  |                                    |

|               | Archaeorrhyncha                                                                    |
|               |                                                                                    |
| Prosorrhyncha | \| \| Peloridiomorpha (ou Coleorrhyncha) \| \| \| \| \| \| Heteroptera \| \| \| \| |
|               | \| \| Peloridiomorpha (ou Coleorrhyncha) \| \| \| \| \| \| Heteroptera \| \| \| \| |
|               | Peloridiomorpha (ou Coleorrhyncha)                                                 |
|               |                                                                                    |
|               | Heteroptera                                                                        |
|               |                                                                                    |

|  | Peloridiomorpha (ou Coleorrhyncha) |
|  |                                    |
|  | Heteroptera                        |
|  |                                    |

|               | Archaeorrhyncha                                                                    |
|               |                                                                                    |
| Prosorrhyncha | \| \| Peloridiomorpha (ou Coleorrhyncha) \| \| \| \| \| \| Heteroptera \| \| \| \| |
|               | \| \| Peloridiomorpha (ou Coleorrhyncha) \| \| \| \| \| \| Heteroptera \| \| \| \| |
|               | Peloridiomorpha (ou Coleorrhyncha)                                                 |
|               |                                                                                    |
|               | Heteroptera                                                                        |
|               |                                                                                    |

|  | Peloridiomorpha (ou Coleorrhyncha) |
|  |                                    |
|  | Heteroptera                        |
|  |                                    |

|               | Archaeorrhyncha                                                                    |
|               |                                                                                    |
| Prosorrhyncha | \| \| Peloridiomorpha (ou Coleorrhyncha) \| \| \| \| \| \| Heteroptera \| \| \| \| |
|               | \| \| Peloridiomorpha (ou Coleorrhyncha) \| \| \| \| \| \| Heteroptera \| \| \| \| |
|               | Peloridiomorpha (ou Coleorrhyncha)                                                 |
|               |                                                                                    |
|               | Heteroptera                                                                        |
|               |                                                                                    |

|  | Peloridiomorpha (ou Coleorrhyncha) |
|  |                                    |
|  | Heteroptera                        |
|  |                                    |

|               | Archaeorrhyncha                                                                    |
|               |                                                                                    |
| Prosorrhyncha | \| \| Peloridiomorpha (ou Coleorrhyncha) \| \| \| \| \| \| Heteroptera \| \| \| \| |
|               | \| \| Peloridiomorpha (ou Coleorrhyncha) \| \| \| \| \| \| Heteroptera \| \| \| \| |
|               | Peloridiomorpha (ou Coleorrhyncha)                                                 |
|               |                                                                                    |
|               | Heteroptera                                                                        |
|               |                                                                                    |

|  | Peloridiomorpha (ou Coleorrhyncha) |
|  |                                    |
|  | Heteroptera                        |
|  |                                    |

|               | Archaeorrhyncha                                                                    |
|               |                                                                                    |
| Prosorrhyncha | \| \| Peloridiomorpha (ou Coleorrhyncha) \| \| \| \| \| \| Heteroptera \| \| \| \| |
|               | \| \| Peloridiomorpha (ou Coleorrhyncha) \| \| \| \| \| \| Heteroptera \| \| \| \| |
|               | Peloridiomorpha (ou Coleorrhyncha)                                                 |
|               |                                                                                    |
|               | Heteroptera                                                                        |
|               |                                                                                    |

|  | Peloridiomorpha (ou Coleorrhyncha) |
|  |                                    |
|  | Heteroptera                        |
|  |                                    |

|               | Archaeorrhyncha                                                                    |
|               |                                                                                    |
| Prosorrhyncha | \| \| Peloridiomorpha (ou Coleorrhyncha) \| \| \| \| \| \| Heteroptera \| \| \| \| |
|               | \| \| Peloridiomorpha (ou Coleorrhyncha) \| \| \| \| \| \| Heteroptera \| \| \| \| |
|               | Peloridiomorpha (ou Coleorrhyncha)                                                 |
|               |                                                                                    |
|               | Heteroptera                                                                        |
|               |                                                                                    |

|  | Peloridiomorpha (ou Coleorrhyncha) |
|  |                                    |
|  | Heteroptera                        |
|  |                                    |

|               | Archaeorrhyncha                                                                    |
|               |                                                                                    |
| Prosorrhyncha | \| \| Peloridiomorpha (ou Coleorrhyncha) \| \| \| \| \| \| Heteroptera \| \| \| \| |
|               | \| \| Peloridiomorpha (ou Coleorrhyncha) \| \| \| \| \| \| Heteroptera \| \| \| \| |
|               | Peloridiomorpha (ou Coleorrhyncha)                                                 |
|               |                                                                                    |
|               | Heteroptera                                                                        |
|               |                                                                                    |

|  | Peloridiomorpha (ou Coleorrhyncha) |
|  |                                    |
|  | Heteroptera                        |
|  |                                    |

## Morfologia

### Morfologia externa

#### Exoesqueleto

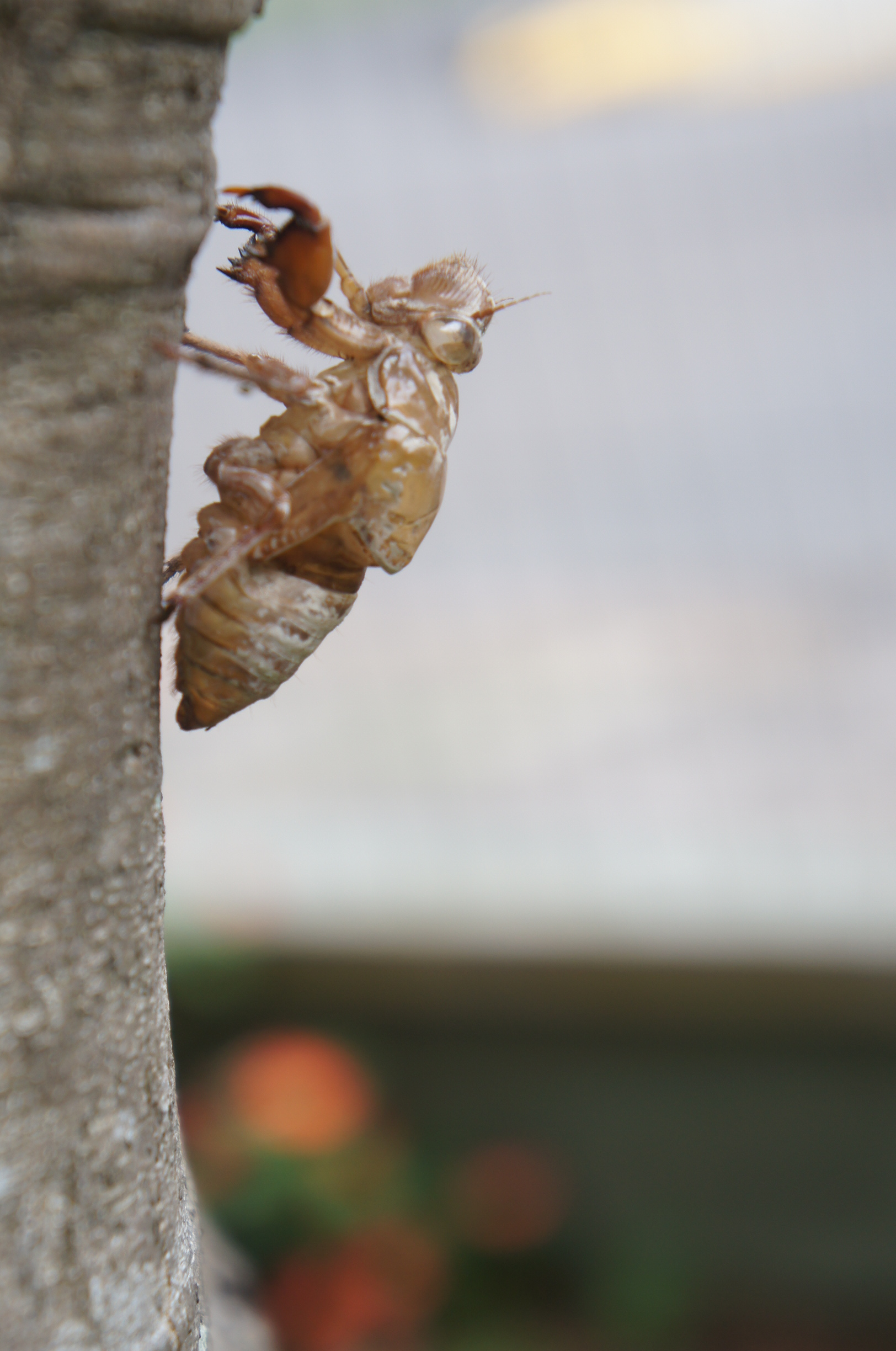
Exoesqueleto de uma cigarra deixado após uma muda.

Assim como todos os artrópodes (filo que inclui os insetos), os hemípteros apresentam um esqueleto externo denominado exoesqueleto. Ele funciona como uma carapaça de proteção contra choques mecânicos e até mesmo como uma barreira contra a penetração de microrganismos, gases deletérios e água para o interior do corpo, além de evitar a desidratação. Essa carapaça também é fundamental na integridade física do corpo, fornecendo elementos de apoio ou ligação da musculatura.
O exoesqueleto é composto de três camadas: cutícula, epiderme e membrana basal. A cutícula apresenta basicamente uma camada mais externa de cera (importante para evitar a desidratação), uma camada proteica intermediária e uma camada mais interna de quitina (polissacarídeos nitrogenados), que está sempre associada a proteínas e outros compostos complexos, conferindo rigidez. A segunda camada da parede do corpo é epiderme, cuja principal função é produzir a cutícula, já que possui glândulas secretoras exclusivas da quitina. A membrana basal, que marca o limite interno da parede, é uma fina membrana intimamente associada à epiderme.

#### Cabeça
É a região anterior dos insetos, nela estão contidos apêndices, que são as antenas, os olhos e as peças bucais. Além de alojar o cérebro, parte principal do sistema nervoso, que coordena todos os fenômenos sensitivos e motores.

##### Antenas
Em Hemiptera é possível encontrar diferentes tipos de antenas de acordo com a subordem, mas o mais comum são antenas longas compostas de quatro ou cinco segmentos. Em Auchenorrhyncha, as antenas são setáceas ou cerdiformes, por se assemelharem a uma cerda, já que os segmentos das antenas vão diminuindo gradativamente da base para o ápice. Em Sternorrhyncha, por exemplo, as antenas são filiformes, semelhantes a um fio, apresentando o mesmo diâmetro ao longo de todo comprimento.

##### Olhos
Os olhos compostos típicos dos insetos são quase sempre bem desenvolvidos em Hemiptera. Porém, neste grupo, os ocelos (em múltiplos de dois) podem ou não estar presentes. Os olhos compostos são os responsáveis por formar a imagem, enquanto que a função exata dos ocelos ainda não é certa, mas acredita-se que estão envolvidos no aumento da sensibilidade à luz.

##### Peças bucais
O aparelho bucal encontrado em Hemiptera é o chamado picador-sugador, apresentando as mandíbulas e as maxilas transformadas em estiletes filiformes. O lábio inferior é convertido em rostro, um tubo sugador, alongado e dirigido para trás, que aloja em seu interior as peças modificadas em estilete. As maxilas encontram-se unidas ao longo de suas margens para formar um tubo que serve de canal alimentar, através do qual os líquidos são aspirados para a faringe sugadora.
Existem diversas variações em relação a esse tipo de aparelho bucal, de acordo com o modo de vida do inseto. Aqueles que se alimentam de seiva apresentam um rostro mais ou menos longo, fino e reto. No caso dos hematófagos (aqueles que se alimentam de sangue), o rostro é geralmente mais curto, robusto e reto ou levemente curvado. Nos hemípteros aquáticos, como as baratas d’água, o rostro também é muito curto e recurvado. Alguns grupos de Hemiptera que possuem estiletes muito longos e filamentosos apresentam uma bolsa chamada crumena, no interior da cabeça, que serve para alojar as peças bucais quando o animal não está se alimentando.

#### Tórax
O tórax é a segunda região do corpo dos insetos, sendo facilmente reconhecida nos adultos por apresentar as estruturas locomotoras (pernas e asas). É a região mais compacta e robusta do corpo, sendo também a mais pesada e resistente.

##### Pernas
Os hemípteros, assim como os insetos (salvo raras exceções) apresentam 6 pernas articuladas como apêndices torácicos. Cada perna apresenta cinco peças: coxa, trocânter, fêmur, tíbia e tarso. Em Hemíptera, elas são do tipo ambulatoriais, que são as mais comuns dos insetos, servindo para a locomoção terrestre. Os três pares de patas são, geralmente, do mesmo comprimento. Algumas vezes elas apresentam modificações, sendo as anteriores raptatórias, prensoras e fossoriais (para captura de alimento) e as posteriores saltatórias ou natatórias.

##### Asas

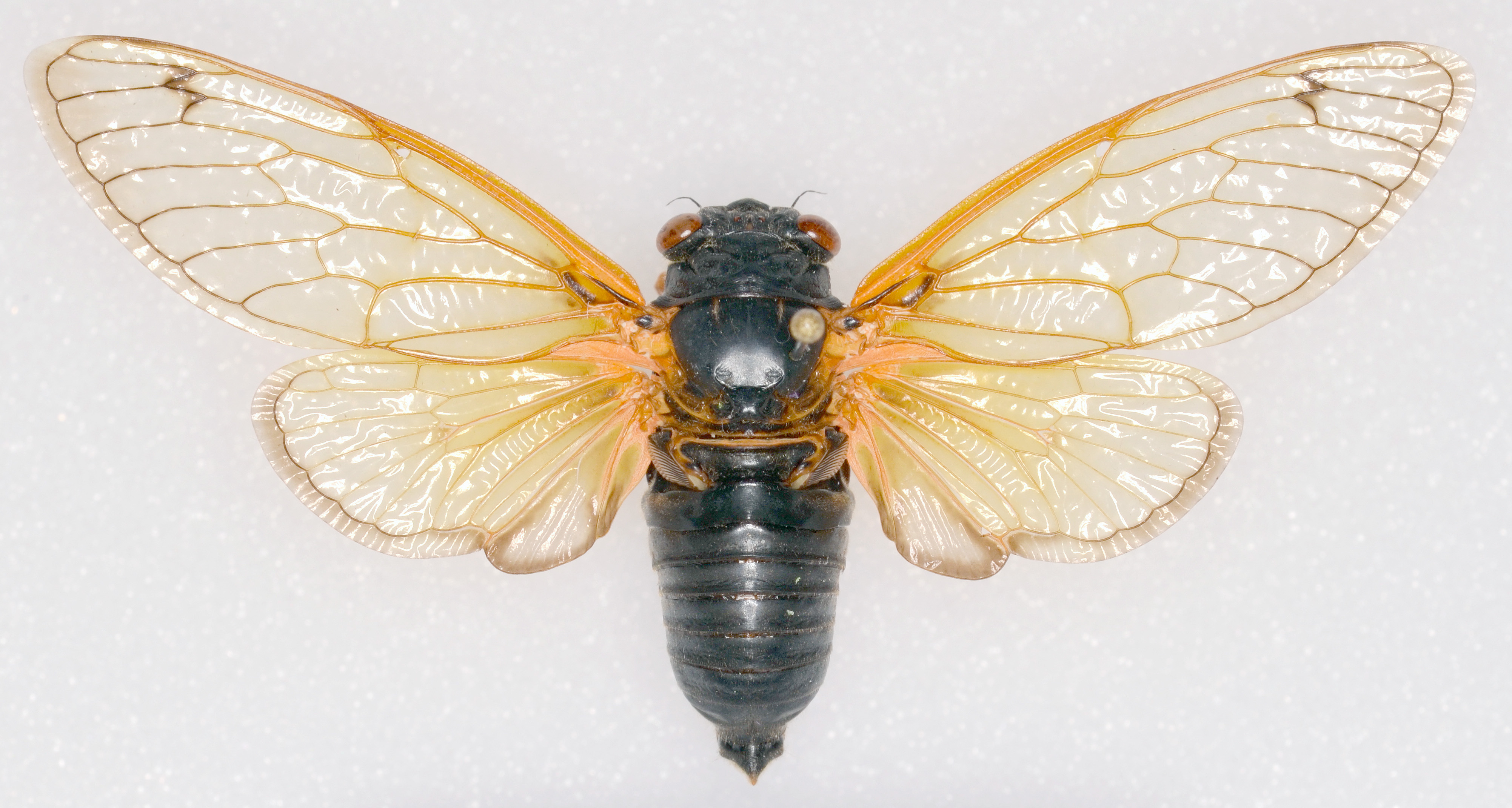
Cigarra com asas abertas. Note a asa anterior do tipo hemiélitro e a posterior, membranosa.

Os hemípteros são classificados como tretápteros em relação ao número de asas, ou seja, possuem dois pares de asas. O primeiro par de asas, as chamadas asas anteriores, são do tipo hemiélitro em quase todos os hemípteros, sendo importantes tanto para o voo, como para proteção do corpo do animal. A parte basal desse tipo de asa é quitinizada, sendo, portanto, mais dura e resistente. Enquanto que o restante da asa, a parte apical, é membranosa (mais frágil e delicada). Já o segundo par de asas, as posteriores, é membranosa, sendo estas mais finas e transparentes e envolvidas apenas no voo.

#### Abdome
O abdome é a última região do corpo dos hemípteros (assim como de todos os insetos). Ela é o centro da nutrição e da reprodução, pois é onde se encontram as vísceras e o aparelho genital.

##### Produção de som
Alguns grupos de hemípteros, como as cigarras, são capazes de produzir sons muito estridentes, o mais alto entre todos os insetos. Isso ocorre muito comumente em épocas mais quentes do ano como primavera e verão, período no qual esses animais se reproduzem. O som produzido pelos machos é uma forma de tentar atrair as fêmeas para a cópula. Ele é gerado pelo timbal, que é uma membrana associada a musculatura presente entre as placas que compõem a cutícula no abdome. Essa musculatura é responsável por fazer as placas cuticulares se chocarem umas contra as outras, gerando o som percussivo.

### Morfologia interna

#### Sistema digestório e excretório
O aparelho digestório em Hemíptera é similar ao do restante dos insetos, apesar de alguns grupos apresentares algumas diferenças. Esse sistema compreende o tubo digestivo, glândulas acessórias e órgão excretores. O tubo digestivo é um canal alimentar que se estende da boca ao ânus, ele é dividido em três regiões: intestino anterior (estomodeu), intestino médio (mesêntero) e intestino posterior (proctodeu). O estomodeu é uma ligação da boca ao estômago que corresponde ao mesêntero, onde ocorre a digestão. O proctodeu é um conduto direto para o ânus e na ligação entre mesêntero e proctodeu estão localizados os túbulos de Malpighi, envolvidos na excreção, principalmente de ácido úrico.
Em Hemíptera, as subordens Auchenorrhynca e Sternorrhyncha diferem dos demais insetos quanto à anatomia do sistema digestório, pois apresentam uma estrutura chamada câmara filtro. Ela possibilita que os excessos de água e carboidratos ingeridos passem diretamente do estomodeu para a porção final do mesêntero ou para o proctodeu. Esse transporte envolve gasto de energia, ocorrendo inicialmente uma absorção e posteriormente uma secreção. Por esse motivo, a excreção desses grupos apresenta alto teor de água e açúcares.

#### Sistema respiratório
Nos hemípteros assim como na grande maioria dos insetos, a respiração é realizada por meio de uma rede de tubos internos, denominados traqueias. Estas se ramificam até os órgãos e apêndices do corpo, possibilitando a troca gasosa a nível celular. O ar entra e sai das traqueias por meio de orifícios laterais no tórax e no abdome, chamados de espiráculos.

#### Sistema circulatório
O aparelho respiratório de Hemiptera é similar ao de todos os outros insetos. O sistema é aberto, ou seja, o sangue (hemolinfa) circula livremente pelo interior do corpo e apêndices, ocupando o espaço disponível. Ele possui um único vaso dorsal que percorre desde o final do abdome até a cabeça. É importante ressaltar que a hemolinfa realiza o transporte de materiais nutritivos, hormônios, produtos da excreção, mas não está envolvida no transporte de O2 e CO2, este é realizado apenas pela traqueia e suas ramificações.

#### Sistema nervoso
O sistema nervoso dos hemípteros segue o padrão apresentado pelos demais insetos. Sendo composto de um sistema nervoso central que coordena todos os fenômenos sensitivos e locomotores, um sistema nervoso visceral, que comanda os órgãos da vida vegetativa e um sistema periférico sensorial, responsável pela recepção de estímulos e sensações do ambiente. Na cabeça encontra-se o cérebro e ao longo de todo o corpo existe uma cadeia ventral de nervos com pares de gânglios em cada segmento do corpo do animal. Além disso, há uma diversidade de órgão sensoriais que contribui na percepção de estímulos externos. Vale ressaltar que o sucesso dos hemípteros em comparação aos outros hemimetábolos pode ser explicado pelo sistema nervoso central muito concentrado, semelhante ao dos holometábolos megadiversos.

#### Sistema glandular
Nos insetos, assim como em vários outros animais, existe um conjunto de órgãos secretores com organização e funções muito variadas. Uma característica importante do sistema glandular de Hemíptera é a presença de glândulas repugnantes no tórax. A secreção dessas glândulas tem um cheiro característico, às vezes, similar a ácido acético, conhecido popularmente como “cheiro de percevejo”. Nas ninfas, essas glândulas são abdominais.

## Locomoção

### Aquáticos
Os Nepomorpha são um grupo de hemípteros em que a grande maioria vive submerso na água, para tal apresentam uma série de adaptações à vida aquática, como antenas curtas e escondidas sob os olhos compostos, corpo fusiforme e pernas média e posterior modificadas em remos para natação (achatadas e com fileiras de cerdas nas margens). Apresentam também o primeiro par de pernas raptoriais, que são usadas para capturar a presa.

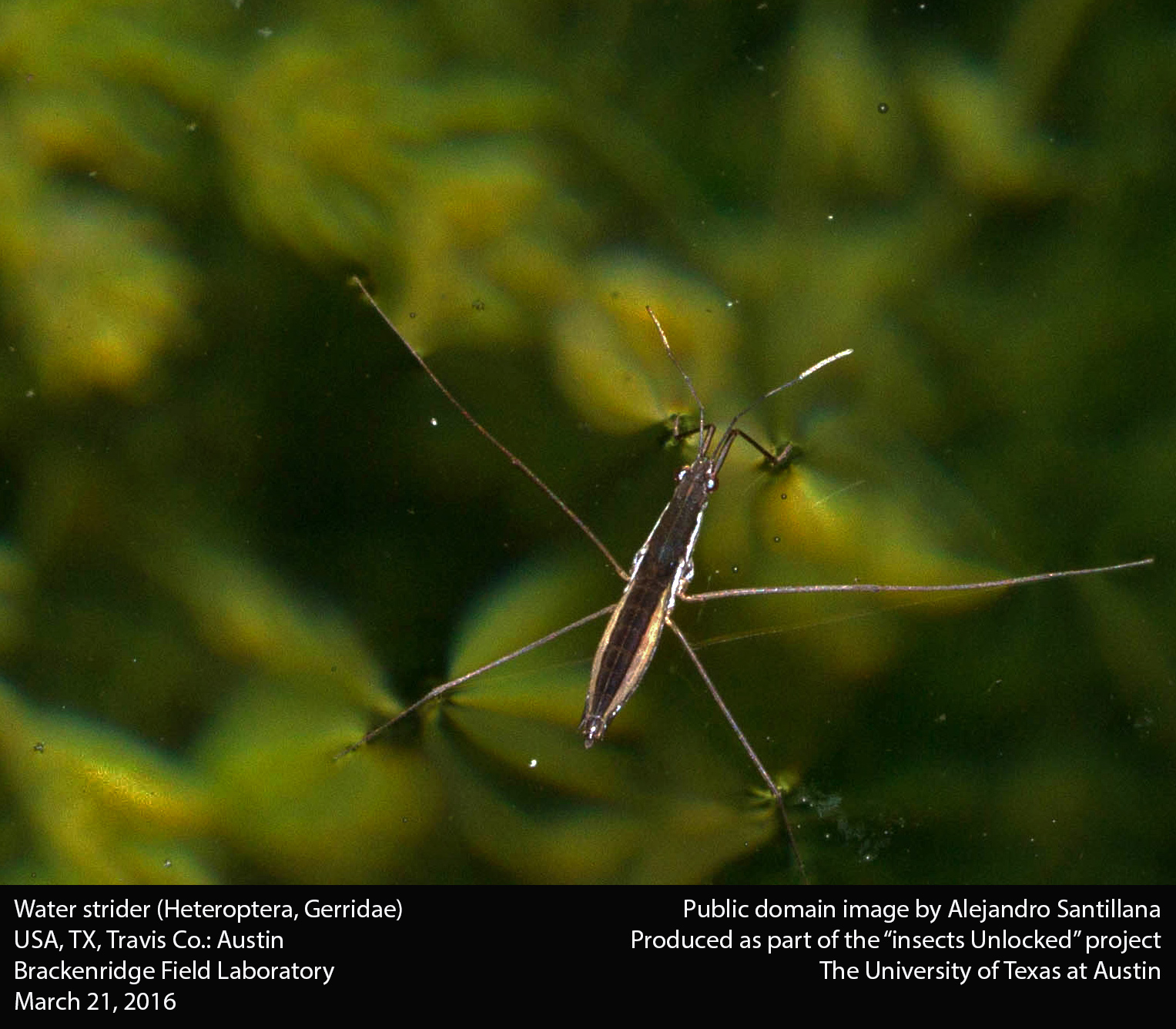
Exemplo de Gerridae deslizando sobre a superfície da água

### Semiaquáticos
Os hemiptera semi-aquáticos que possuem a capacidade de deslizar sobre a água são os Gerromorpha que estão dentro da subordem Heteroptera, vivem em praticamente todos os ambientes aquáticos, habitando locais de águas tranquilas ou pouco agitadas, incluindo mar aberto. são todos predadores e vivem do que capturam na superfície da água.

##### Deslizamento
Para o deslizamento sobre a água, o peso desses insetos é distribuído por uma maior área de contato, devido ao seus longos apêndices cobertos de cerdas que formam uma camada que repele água. O contato dos apêndices com a face da água gera uma curvatura ou seja há uma diminuição da tensão superficial o que permite a eles se manterem erguidos sobre a água. E o impulso é dado a partir de remadas do segundo par de pernas.

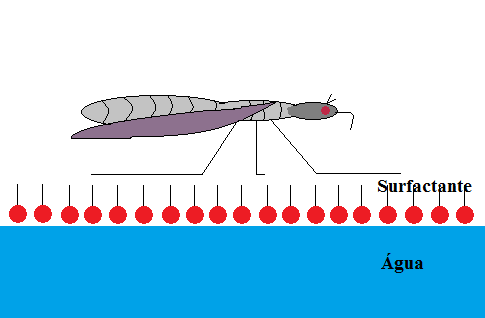
Ilustração da Propulsão de Marangoni, note a presença do surfactante na interface da água

#### Propulsão de Marangoni
Outro modo de deslizamento sobre a água que ocorre é a propulsão de Marangoni, que sumariamente se baseia na secreção de um surfactante, uma substância como o sabão, que em suas moléculas apresentam uma cauda que repele e outra que interage com a água, desse modo é criado um gradiente de tensão superficial que gera uma força propulsiva.
Esse tipo de movimento é mais uma forma de escapar da água caso o inseto caia acidentalmente, do que uma forma de locomoção habitual do animal.

### Voo
O voo é bem explorado e desenvolvido em Hemiptera, porém é mais utilizado para curtas distâncias e dispersão. O desenvolvimento das asa às vezes pode estar relacionado com as condições do ambiente, por exemplo, nos afídeos há ocorrência de formas ápteras (sem asas) como também aladas, mas as formas aladas são em maior número quando há falta de recursos. Voos de longa distância podem ocorrer com auxílio de correntes de ar e ventos de altitude.

### Salto
Muitos Hemiptera são adaptados para saltar, como membros do grupo Auchenorrhyncha. O funcionamento do salto é exemplificado aqui com o mecanismo utilizado por um Membracidae, que faz parte desta mesma subordem: há uma rápida liberação de pressão do trocanter das pernas posteriores que propulsiona o corpo. Na preparação para o salto as pernas traseiras são elevadas e rotacionadas de modo ao fêmur pressionar a coxa, a tíbia é flexionada de baixo do fêmur e o tarso colocado em contato com o chão bem embaixo das bordas laterais do abdome, as pernas anteriores e centrais fazem o ajuste do ângulo. A força que é realizada nesse movimento excede o limite contrátil máximo de um músculo normal, o que indica que esses insetos devem amplificar essa força através de um mecanismo de catapulta, além disso, o salto pode ser auxiliado por batimento das asas, porém a propulsão feita pelas pernas posteriores é crucial para o movimento.

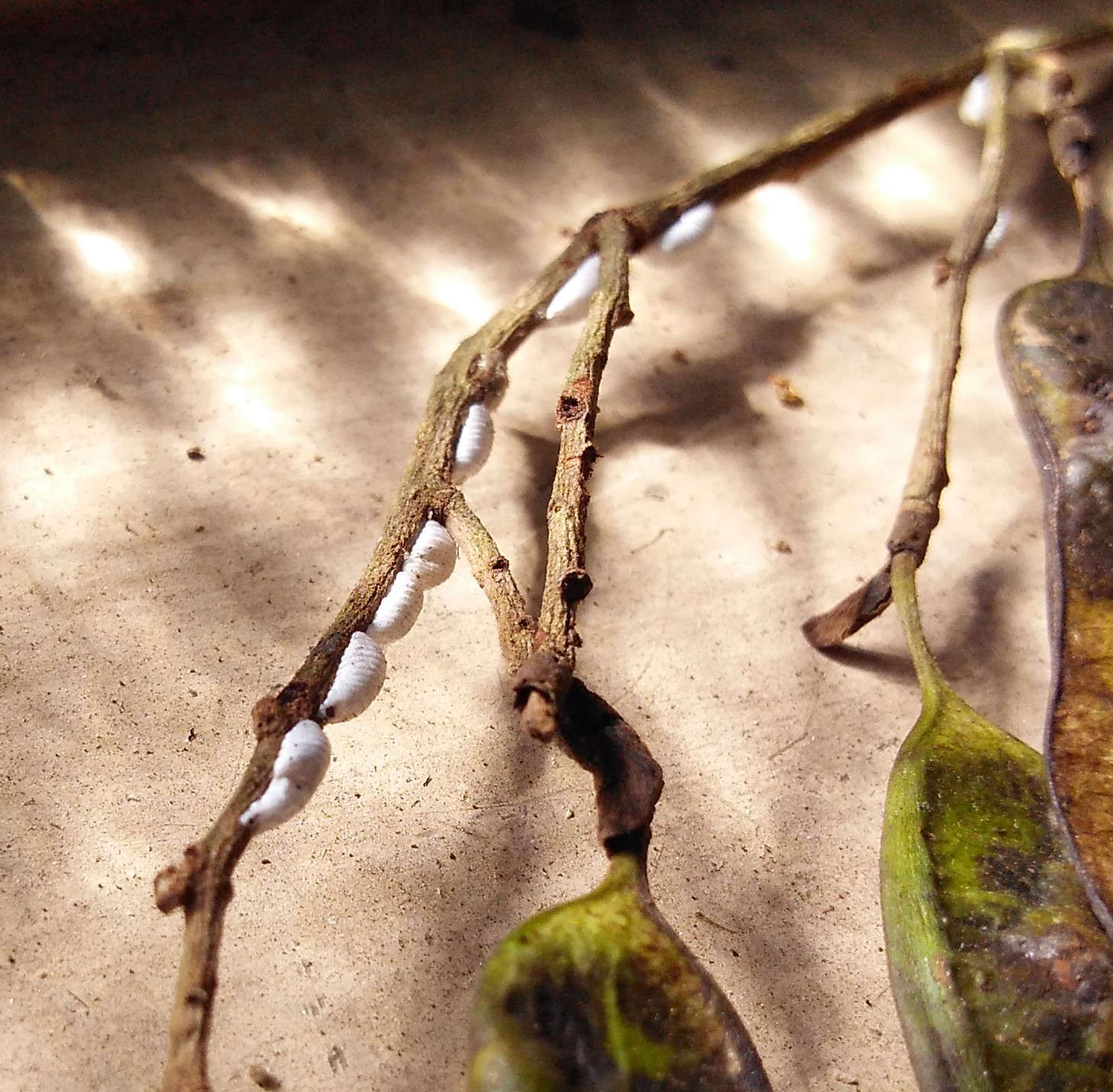
Cochonilhas, um Hemiptera sedentário, no galho de Jacarandá da Bahia.

### Sedentários
É possível ainda encontrar formas sésseis dentro da ordem Hemiptera, estas são as popularmente chamadas de cochonilhas, e fazem parte da Subordem dos Sternorrhyncha. Elas apresentam um dimorfismo sexual distinto, enquanto os machos apresentam, em geral, um par de asa bem desenvolvido, ou seja, são alados, a fêmeas das cochonilhas são desprovidas de asas, assim a locomoção já é reduzida com esse primeiro fator, porém muitos grupos as fêmeas ainda apresentam redução ou ausência das pernas, sendo assim parcial ou completamente sedentárias, passando todo seu tempo sugando a seiva da planta em que está fixada. Como proteção à perda de água e possíveis injúrias de predadores elas apresentam o corpo recoberto por uma secreção, que às vezes tem a forma de um escudo ou escama.

## Metamorfose

Cigarra em processo de ecdise

Os hemípteros apresentam um padrão de desenvolvimento caracterizado por hemimetabolia (ou metamorfose incompleta). Diferentemente dos insetos holometábolos (que passam por metamorfose completa), não há um estágio de pupa. As formas imaturas (chamadas de ninfas) e o adulto costumam ser semelhantes na aparência, diferenciando-se pela coloração, pelo tamanho, e apenas os insetos adultos são capazes de se reproduzir ou ter asas funcionais (nas espécies que possuem asas).
No processo de amadurecimento do indivíduo, as ninfas passam por um processo conhecido como ecdise, que permite seu crescimento. A cada muda, a ninfa passa por processos, como aumento de tamanho e mudança de forma, de modo gradual. A última muda entre uma ninfa madura e o adulto é geralmente acompanhada por mudanças na cor e na forma do corpo, mas nunca há diferenças drásticas como observado nos insetos holometábolos. O desenvolvimento em moscas brancas e cochonilhas até se parece com uma metamorfose completa devido ao último estágio de ninfa ser quiescente (imóvel e não se alimenta) semelhante a uma pupa, mas não há brusca reconstrução do corpo como nos endopterigotos (grupo dos holometábolos).

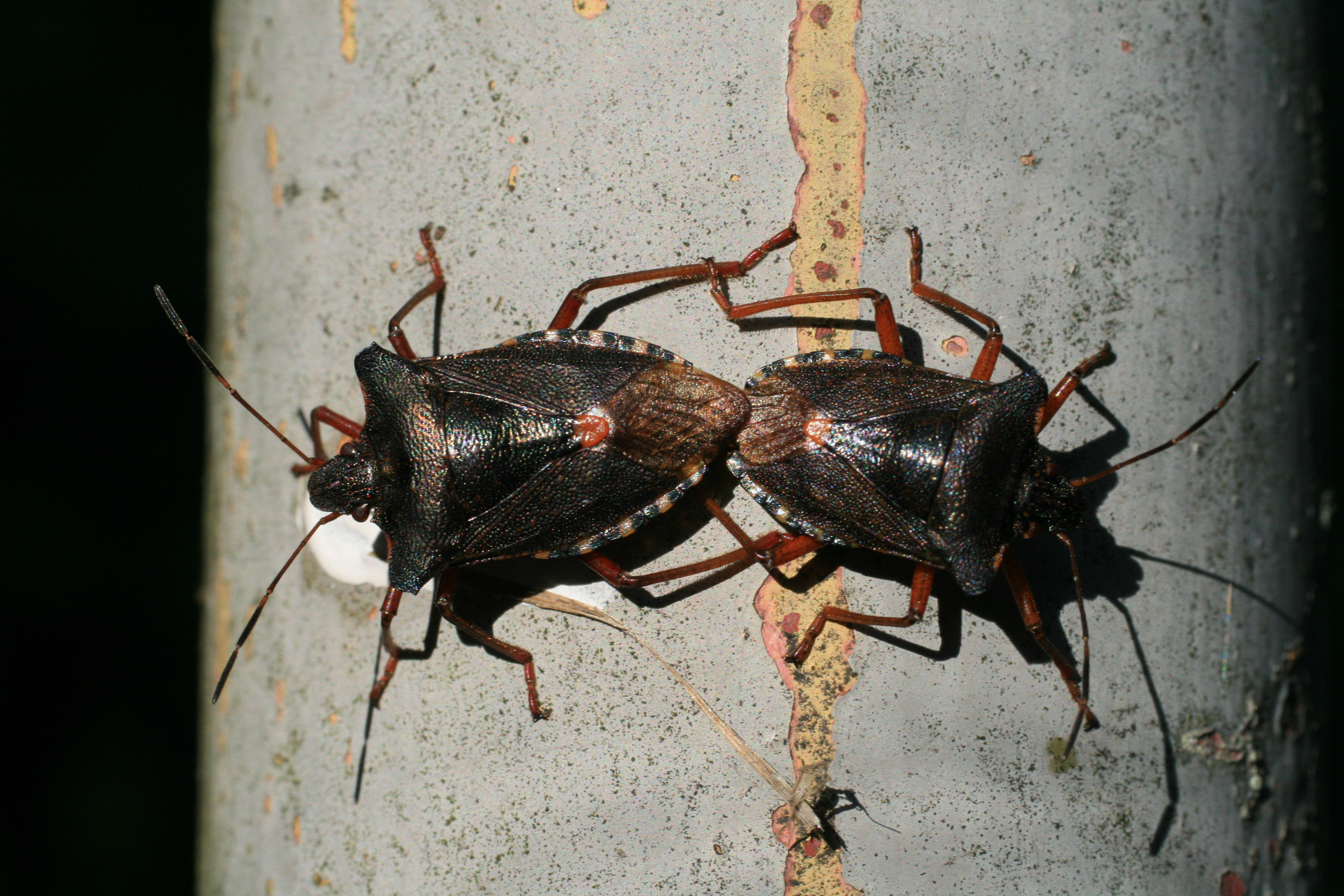
Acasalamento de Heteropteras, orientados de costas um para o outro permitindo contato de suas genitálias

## Reprodução
Assim como a maioria dos insetos, os Hemípteros apresentam reprodução sexuada, portanto, machos e fêmeas maduros devem estar presentes para reprodução ocorrer, para tanto é necessário que o ciclo de vida, comportamento e condições reprodutivas sejam sincronizados.
O encontro dos dois sexos pode ser proporcionado por diversos fatores dentro dos insetos, assim como as luzes dos vaga-lumes, o cricrilar dos grilos ou feromônios que são secretados quando em fase reprodutiva. Um grande exemplo dentro dos Hemípteros é o som que as cigarras emitem na atração das fêmeas para a cópula.
Embora esses mecanismos de atração de longo alcance proporcionem o encontro dos insetos, geralmente o que ocorre é um excesso de parceiros potenciais, o que pode então ser chamado de enxame. Nesses casos, uma seleção do parceiro é necessária. E ela é realizada por meio da corte, processo de curta distância que induz a receptividade sexual através de diversos mecanismos como: displays visuais, movimentos, sons, estímulos táteis etc.
Como na maioria dos insetos, a reprodução dos hemípteros ocorre com a transferência direta do sêmen para a fêmea, através da cópula. Em muitos insetos a genitália (também chamada de terminália, por se encontrar no último segmento do abdome) do macho apresenta modificações específicas que se prendem em partes da terminália feminina para manter a conexão durante a transferência de esperma.  Outro aspecto que vale ressaltar é que os componentes da terminália dos insetos são estruturalmente diversos e frequentemente apresentam morfologia espécie específicas, o que permite um encaixe "chave-fechadura" que previne o acasalamento ou fertilização interespecífica, e é usado como caráter para diferenciação entre espécies.
Em muitos Heterópteros, o acasalamento é feito com os parceiros de costas um para o outro, como no caso do Oncopeltus fasciatus (Hemiptera: Lygaeidae) em que o acoplamento começa com o par voltado para a mesma direção, então o macho rotaciona seu oitavo segmento abdominal em 90º e em 180º, a sua cápsula genital, o pênis adentra a câmara genital da fêmea, e o macho se volta para a direção contrária. A cópula pode durar várias horas e durante esse período eles podem se locomover, com a fêmea guiando e o macho de ré.

### Partenogênese
A combinação de curtos períodos entre as gerações, a alta fecundidade e um sincronismo entre a reprodução e as condições ambientais permitem a muitos insetos, assim como os hemípteros, rápidas reações à condições favoráveis. E nesses casos, a partenogênese prova-se uma maneira muito eficiente de explorar recursos abundantes, por curtos períodos ou sazonalmente. Partenogênese é quando a reprodução ocorre a partir de fêmeas virgens sem interferência dos machos, de modo que óvulos não fertilizados gerarão novas fêmeas idênticas à mãe. 

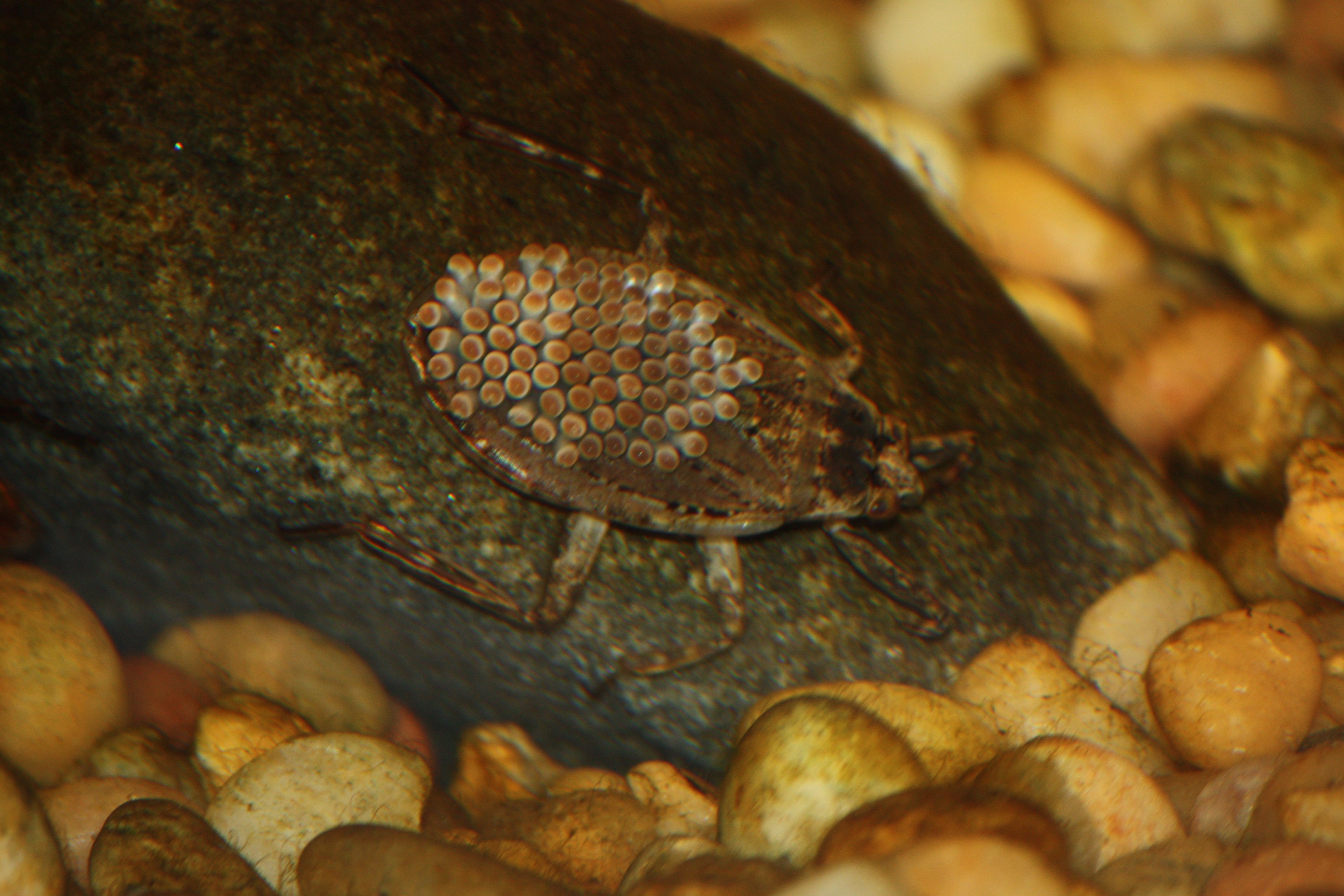
Barata d'água macho carregando ovos em suas costas.

### Oviposição
Dentro da ordem Hemiptera a oviparidade, ou seja, a deposição de ovos, é comumente observada, mas há grupos ovovivíparos, aqueles em que os ovos permanecem no interior do organismo materno até o embrião estar mais desenvolvido e até é possível encontrar casos de viviparidade, no qual a fêmea mantém os ovos no seu interior sem a necessidade de vitelo e elimina diretamente a prole já em estado de ninfa.
Um caso curioso de oviposição ocorre nas popularmente conhecidas como baratas d'água, que são de uma subfamília de Nepoidea chamada Belostomatinae, e o que ocorre é que o macho após copular repetidamente com a fêmea, recebe os ovos em suas costas e os leva consigo como forma de proteção e o que se encontra também é uma dependência dos ovos do cuidado parental, que apresentam uma taxa de mortalidade de 100% se retirados das costas do pai.

### Ciclo de vida
O ciclo de vida dos Hemiptera pode ser muito complexo, como pode ser observado em Sternorrhyncha, envolvendo gerações bissexuais e partenogênicas, pode ainda haver variação entre a mesma espécie, inclusive entre ambos os sexos, de modo em que a fêmea e o macho diferem em número de instares ninfais (estágios larvais), por exemplo. Um ciclo de vida muito curioso dentro dos hemipteros é o da Magicicada cassini que é um cigarra que apresenta um ciclo muito longo, até em comparação com outros animais como vertebrados, por exemplo. O que acontece é que logo após eclodirem, as ninfas das cigarras migram para o solo e se enterram, e lá passam 13 ou 17 anos, se alimentando da seiva das raízes das plantas passando por 5 ou 6 instares ninfais, então em poucos dias no fim da primavera do 13° ou 17° ano, o pré imago (último estágio antes do adulto) emerge do solo e sofre a última muda. Então toda a fase reprodutiva logo acontece e há a oviposição e, em mais ou menos um mês, todos os adultos morrem.

## Papeis ecológicos

### Alimentação

#### Herbívoros
A maioria dos hemipteras são fitófagos, utilizando suas peças bucais para sugar principalmente seiva do floema (conhecida também como seiva elaborada, é uma solução aquosa rica em açúcares); porém, em situações extremas, como a desidratação, alguns grupos conseguem aproveitar-se da seiva do xilema para nutrir-se. Dentre esses fitófagos, alguns são monófagos, portanto são encontrados apenas no táxon de uma planta; outros são olífagos, alimentando-se de grupos de plantas específicos; há também os polífagos, que alimentam-se de várias espécies de plantas.
Os Sternorrhyncha geralmente causam danos à planta hospedeira, direta ou indiretamente. No primeiro caso, por meio da sucção de seiva e inoculação de substâncias tóxicas da saliva. No segundo, pela transmissão de fitovírus . Essas ações podem levar à morte do hospedeiro, se o ataque for intenso. Os frutos e folhas podem ficar manchados, deformados e até caírem. Frequentemente expelem um líquido açucarado que propicia o aparecimento da fumagina, um fungo preto que, dependendo de sua quantidade, pode prejudicar a fotossíntese, a respiração e a transpiração da planta. Já os Auchenorrhyncha, alimentam-se exclusivamente da seiva de plantas, podendo ser xilemáticos, floemáticos ou alimentar-se do mesófilo, exceto alguns grupos de Fulgoroidea, Achilidae e Derbidae, que, no estágio de ninfas, alimentam-se de fungos, sendo que a maioria está associada a angiospermas.

#### Predadores
Muitos hemipteras são predadores, alimentam-se de outros insetos ou mesmo de pequenos vertebrados; sendo bem comum nas espécies aquáticas. Na saliva dos heterópteros predadores, encontram-se enzimas digestivas, como proteinase e fosfolipase, e em algumas espécies, também amilase. As peças bucais destes insetos são adaptadas para a predação. Há estiletes nas mandíbulas capazes de cortar suas presas, estes são adaptados como canais tubulares para injetar saliva e extrair o conteúdo pré-digerido e liquefeito da presa.

#### Parasitas hemofágicos
Alguns hemipteras são hematofágos (muitas vezes descritos como "parasitas "), alimentam-se do sangue de animais maiores, inclusive de humanos. Estes incluem “percevejos da cama”, comuns no Brasil, por exemplo, o gênero Cimex, cujas larvas, ao nascer, alimentam-se com o sangue que a fêmea deposita sobre os ovos. E os triatomíneos, grupo onde encontra-se o barbeiro, Triatoma infestans, vetor que pode transmitir a doença de chagas, pertencente à família Reduviidae.

### Como simbiontes
O líquido açucarado expelido pelos Sternorrhyncha atrai e alimenta as formigas, que passam a viver em simbiose, protegendo-os contra inimigos naturais.; por isso, há o benefício para ambos. Um exemplo desta associação é a formiga-amarela do prado, Lasius flavus, que leva os ovos dos pulgões, principalmente destas quatro espécies: Geoica utricularia, Tetraneura ulmi, Forda marginata e Forda formicaria, para a colônia; em contrapartida, estes pulgões são obrigados a associar-se com essas formigas e passam a reproduzir-se principalmente ou totalmente de forma assexuada  Assim, a L. flavus evita a predação de outros insetos ou a utilização desses ovos pelas vespas parasitas. Alguns representantes da família Cicadellidae (Auchenorrhyncha), são da mesma forma "ordenhados" por formigas. Na floresta tropical do Corcovado da Costa Rica, as vespas competem com formigas para proteger e ordenhá-los; porém os Cicadellidae preferem as vespas por serem maiores, pois podem oferecer uma melhor proteção.

### Como presas: defesa contra predadores e parasitas
Os Hemipteras são predados por vertebrados e invertebrados, como aves e joaninhas, respectivamente. Para sua defesa, desenvolveram adaptações anti predatórias, que vão desde a tanatose até a secreção de fluidos tóxicos; inclusive, alguns Pentatomidae, como Dolycoris, são capazes de direcionar esses fluidos a um invasor. Um exemplo brasileiro, na floresta amazônica, quando a Hemisciera maculipennis sente-se ameaçada, exibe uma coloração vermelha brilhante em sua asas posteriores; esse contraste súbito ajuda a assustar os predadores, dando o tempo necessário de escape para estas cigarras.

## Interação com humanos

### Pragas agrícolas e controle biológico de pragas

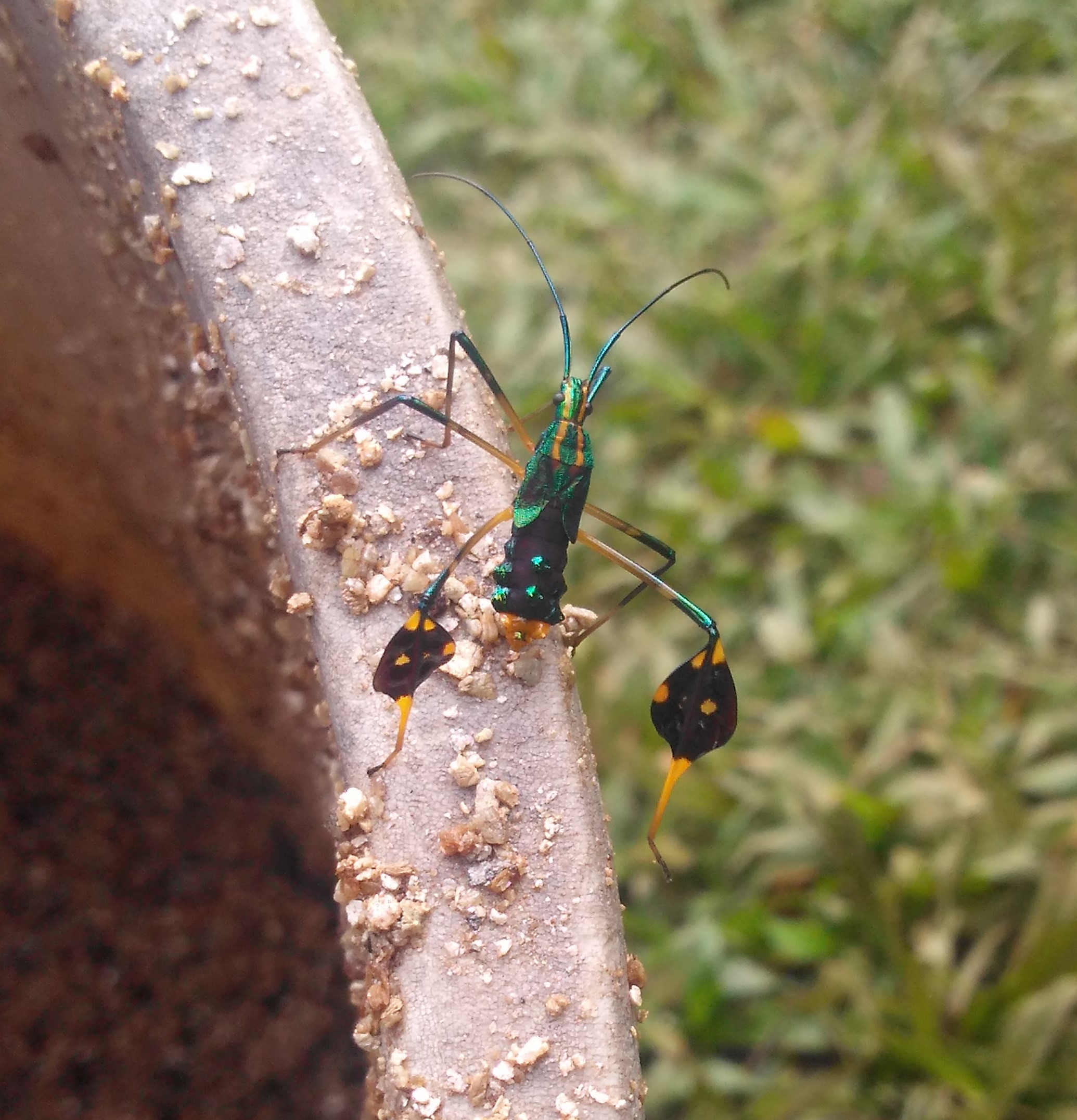
Hemiptera do gênero Diactor, que é considerado uma praga do maracujá.

Existem muitas espécies de Hemiptera que são responsáveis por diversos danos a plantações e plantas de jardim, como alguns afídeos. Estes insetos, adultos e ninfas, alimentam-se de seiva, podendo afetar o rendimento da produção, tamanho e peso de grãos, além da transmissão de agentes fitopatogênicos entre plantas por meio da saliva. Além disso, eles frequentemente produzem em larga escala uma substância conhecida como honeydew (ou melada), que estimula o crescimento de diversos fungos na planta.
Existem ainda algumas espécies predadoras, como membros das famílias Reduviidae, Phymatidae e Nabidae, que são utilizadas no controle biológico de pragas.

### Produtos de insetos
Um dos exemplos de produtos benéficos aos seres humanos é o corante Carmim, utilizado principalmente pela indústria alimentícia e extraído do inseto Dactylopius coccus, popularmente conhecido como Cochonilha. A cor vermelha-escura é devido ao ácido carmínico, utilizado por estes insetos para defesa. É preciso a coleta e processamento de mais de 100.000 cochonilhas para obter um quilograma de corante.

### Como parasitas de humanos e vetores de doenças
Um exemplo de parasita de seres humanos é o Cimex lectularius, conhecido como percevejo-das-camas; um parasita hematófago pertencente à família Cimicidae, que é principalmente de hábito noturno. Um exemplo de doença que tem como vetor um Hemiptera é a doença de Chagas. Este vetor é um inseto hematófago popularmente conhecido como barbeiro, pertencente à família Reduviidae (subfamília Triatominae).

### Como comida
Pelo menos 9 espécies de Hemiptera são consumidas no mundo todo, principalmente em países asiáticos e africanos. Em geral, os insetos têm alto conteúdo proteico; no entanto, a maior parte dos Hemiptera é pequena demais para ser um componente útil da dieta humana. As espécies utilizadas com fins alimentícios costumam possuir um maior tamanho, como as cigarras.

### Na cultura
Dentre os Hemipteras, as cigarras têm grande destaque em aspectos culturais. Além de aparecerem na literatura e na arte decorativa, foram usadas como dinheiro (moeda de troca), na medicina popular, para previsão do tempo, no folclore e em mitos ao redor do mundo.

## Subordens de Hemiptera
| Subordens       | Características | Imagens |
| --------------- | --- | ------- |
| Auchenorrhyncha | Variam de 3 a mais de 100 mm de comprimento, antena cerdiforme (base mais dilatada que o ápice), rostro com 3 artículos, asa anterior membranosa, tarsos trímeros, fitófagos, sugadores de seiva |         |
| Coleorrhyncha   | Variam de 2 a 4 mm de comprimento, raramente vistos, irregularmente achatados, ausentes no Brasil, maioria dos representantes são fósseis, restando apenas a família Peloridiidae |         |
| Heteroptera     | Variam de 0,5 a 110 mm de comprimento, lábio inserido anteriormente na cabeça e uma gula ("septo" que separa as peças bucais do protórax) distinta sempre presente, tentório (conjunto quitinoso de apódemas do crânio que dá sustentação ao cérebro) reduzido, asa anterior modificada em hemiélitro (parte basal espessa e apical membranosa), presença de omatídeos e freno (estrutura que une a margem posterior da asa ao mesoscutelo, que é uma das placas que compõem o tórax) |         |
| Sternorrhyncha  | Variam de menos de 1 até cerca de 5 mm de comprimento, cabeça opistognata (peças bucais dirigidas para baixo e para trás) com rostro emergindo da parte posterior da cabeça, aparentemente entre as coxas anteriores, antena geralmente longa e semelhante a um fio, ápteros ou alados, tarsos monômeros ou dímeros |         |